# Polska w Konkursie Tańca Eurowizji
Polska wystąpiła w Konkursie Tańca Eurowizji dwukrotnie – podczas konkursu w 2007 i 2008 roku. Organizacją oraz transmisją konkursu zajął się wówczas polski nadawca publiczny – Telewizja Polska. Reprezentantami kraju byli Katarzyna Cichopek wraz z Marcinem Hakielem oraz Marcin Mroczek wraz z Edytą Herbuś.

## Historia Tańca Eurowizji

### Konkurs Tańca Eurowizji 2007
9 lipca 2007 roku Telewizja Polska podała szczegółowe informacje dotyczące udziału kraju w 1. Konkursie Tańca Eurowizji. Reprezentantami Polski w konkursie zostali Katarzyna Cichopek oraz Marcin Hakiel, zwycięzcy drugiej edycji programu Taniec z gwiazdami, emitowanego na antenie TVN. Polską choreografię przygotował Roman Pawelec. Para wystąpiła 1 września 2007 roku, w finale konkursu w Londynie.
Uczestnicy rywalizowali między sobą w zakresie tańców latynoskich, towarzyskich oraz dowolnych. Podczas polskiej prezentacji, reprezentanci wykonali cha-chę oraz freestyle (showdance z elementami samby i rumby). Układ taneczny wykonanywany był do utworów „Private Emotion” i „She Bangs” Ricky’ego Martina oraz „Sway” Michaela Bublé, za aranżację których odpowiadał Wojciech Sztaba. Para wystąpiła jako jedenasta w kolejności i zajęła 4. miejsce z dorobkiem 84 punktów na koncie. Konkurs transmitowany przez TVP2 komentował Artur Orzech oraz Zbigniew Stanisław Zasada. Wyniki głosowania polskich widzów podawała Ewelina Kopic.
Marcin Hakiel ubrany był w czarne spodnie, czarną kamizelkę oraz białą, wizytową koszulę, zaś Katarzyna Cichopek wystąpiła w czarnej sukience (podczas cha-chy) oraz czerwonej sukience (podczas freestyle’a) nawiązującej do barw narodowych. Całość kreacji udekorowana była kryształami od Swarovskiego.
Początkowo występy uczestników oceniać mieli widzowie oraz specjalne jury złożone z profesjonalistów tańca, w którego skład z ramienia TVP weszli Danuta Markiewicz-Trylska, Monika Sakowska, Mariusz Grzejszczak oraz Paweł de Pourbaix. Ostatecznie jednak głosowali wyłącznie widzowie, zaś opinie jury stanowiącą 20% wszystkich głosów wdrożono dopiero podczas konkursu w 2008 roku.

### Konkurs Tańca Eurowizji 2008

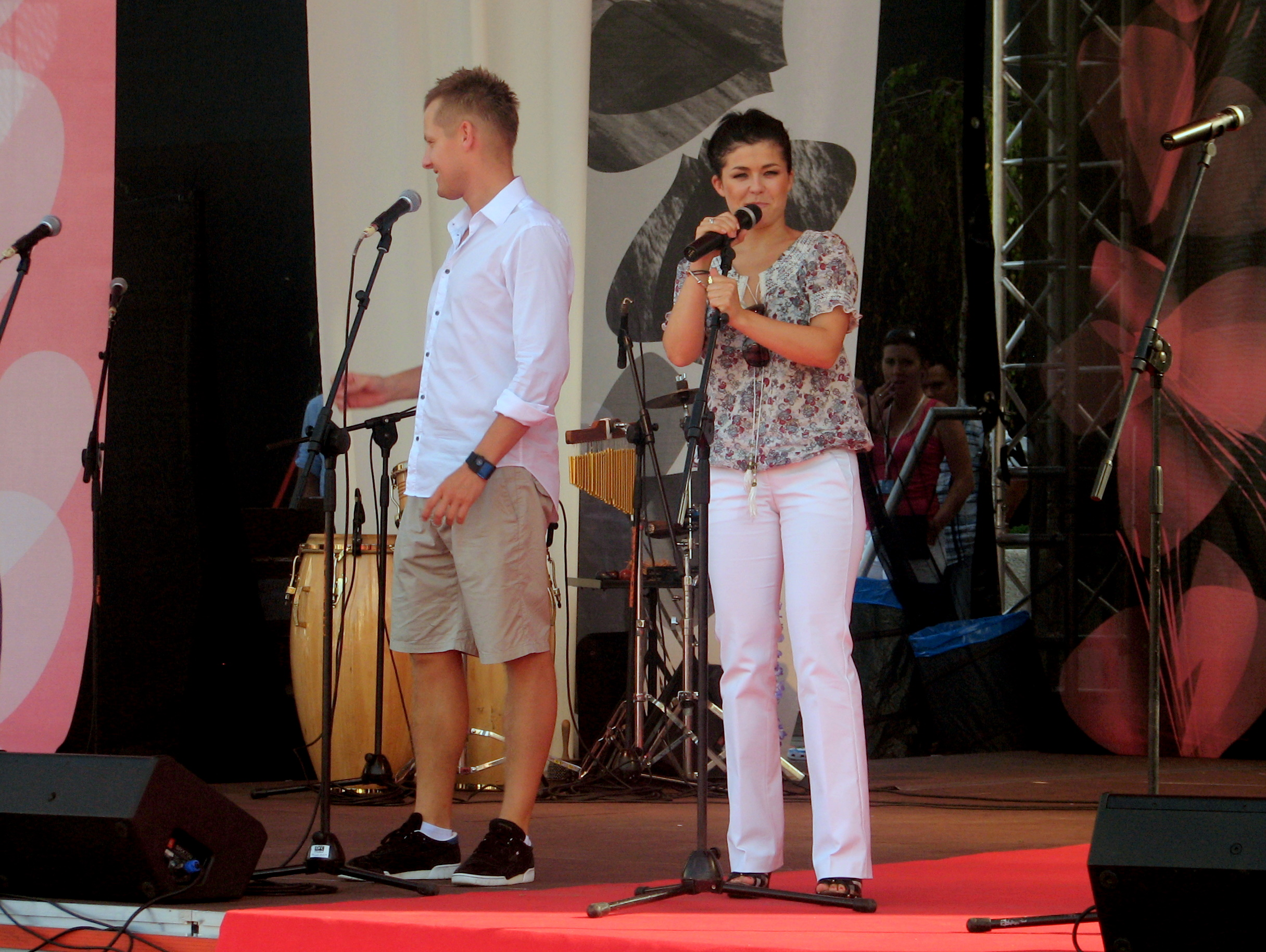
Marcin Mroczek oraz Katarzyna Cichopek, reprezentanci Polski w Konkursie Tańca Eurowizji

28 maja 2008 roku Telewizja Polska ponownie zdecydowała się na wewnętrzny wybór pary konkursowej, delegując Marcina Mroczka oraz Edytę Herbuś do reprezentowania Polski podczas 2. Konkursu Tańca Eurowizji. Reprezentanci tworzyli wcześniej parę w czwartej edycji programu Taniec z gwiazdami, gdzie zajęli trzecie miejsce. Marcin Mroczek jest ponadto laureatem ukraińskiej wersji programu Tantsi z zirkamy. Treningi polskich reprezentantów odbywały się w Radomiu pod okiem Romana Pawelca, choreografa oraz właściciela szkoły Pawelec Dance Studio. Na tydzień przed głównym finałem konkursu, para wystąpiła podczas koncertu Hity Na Czasie w Bydgoszczy.
Podczas finału konkursu, który odbył się 6 września 2008 roku w szkockim Glasgow, para wykonała połączenie rumby i cha-chy z elementami jazzu i tańca nowoczesnego. Układ taneczny wykonywany był do utworów „Whatever Happens” oraz „Black or White” Michaela Jacksona, za aranżację których odpowiadał Adam Sztaba. Konkurs transmitowany przez TVP2 komentował Artur Orzech oraz Zbigniew Stanisław Zasada. Podczas przerw reklamowych w trakcie trwania konkursu TVP2 łączyła się z polskim studio, gdzie Katarzyna Cichopek oraz Marcin Hakiel komentowali występy oraz dyskutowali nad konkursem. Rozmowę prowadziła Anna Popek, która podawała również wyniki głosowania widzów.
Edyta Herbuś ubrana była w białą sukienkę zdobioną cekinami i kamieniami szlachetnymi, którą następnie zrzuciła z siebie, by drugą część tańca kontynuować w czerwonej sukience z głębokim dekoltem. Kolory sukienek tancerki symbolizowały barwy narodowe Polski. Marcin Mroczek wystąpił w białej koszuli i czarnych spodniach z elementami dżinsu i srebrno-szarym ściegiem.
Występy uczestników oceniali widzowie oraz jury. Zrezygnowano jednak z powoływania krajowych delegatów jurorskich i postanowiono utworzyć czteroosobowe, międzynarodowe jury, w skład którego weszli Gladys Tay, Barbara Nagode Ambroz, Sven Traut oraz Michelle Ribas. Ich oceny stanowiły 20% wszystkich przyznanych głosów. Reprezentanci Polski wygrali konkurs, zdobywając łącznie 154 punkty (134 pochodzące z głosowania widzów oraz 20 przyznanych przez jury) i otrzymując największą ilość punktów od Wielkiej Brytanii, Irlandii, Holandii, Austrii i Danii.
9 września 2008 roku, o godzinie 13:55, TVP2 wyemitowała powtórkę 2. Konkursu Tańca Eurowizji.

## Uczestnictwo
Polska uczestniczyła w Konkursie Tańca Eurowizji w 2007 oraz 2008 roku. Poniższa tabela uwzględnia nazwiska wszystkich polskich reprezentantów, spis wykonywanych tańców oraz wyniki krajowych delegatów w poszczególnych latach.
| \| Rok \| Tancerze \| Taniec \| Miejsce \| Punkty \| \| ---- \| ---------------------------------- \| ------------------ \| ------- \| ------ \| \| 2007 \| Katarzyna Cichopek i Marcin Hakiel \| cha-cha, freestyle \| 4 \| 84 \| \| 2008 \| Marcin Mroczek i Edyta Herbuś \| rumba, cha-cha \| 1 \| 154 \| | Legenda: 1 miejsce                 |                    |         |        |
| Rok | Tancerze                           | Taniec             | Miejsce | Punkty |
| 2007 | Katarzyna Cichopek i Marcin Hakiel | cha-cha, freestyle | 4       | 84     |
| 2008 | Marcin Mroczek i Edyta Herbuś      | rumba, cha-cha     | 1       | 154    |

## Historia głosowania w finale (2007-2008)
Poniższe tabele pokazują, którym krajom Polska przyznawała w finale konkursu punkty oraz od których państw polscy reprezentanci otrzymywali noty.
| L.p. | Kraj            | Punkty |
| ---- | --------------- | ------ |
| 1.   | Ukraina         | 22     |
| 2.   | Irlandia        | 16     |
| 3.   | Azerbejdżan     | 12     |
| 4.   | Szwecja         | 11     |
| 4.   | Rosja           | 11     |
| 4.   | Finlandia       | 11     |
| 5.   | Litwa           | 9      |
| 6.   | Austria         | 6      |
| 7.   | Niemcy          | 5      |
| 7.   | Portugalia      | 5      |
| 8.   | Holandia        | 3      |
| 9.   | Grecja          | 2      |
| 9.   | Dania           | 2      |
| 10.  | Wielka Brytania | 1      |

| L.p. | Kraj            | Punkty |
| ---- | --------------- | ------ |
| 1.   | Irlandia        | 22     |
| 2.   | Szwecja         | 20     |
| 2.   | Austria         | 20     |
| 2.   | Ukraina         | 20     |
| 3.   | Wielka Brytania | 19     |
| 4.   | Rosja           | 16     |
| 4.   | Dania           | 16     |
| 4.   | Holandia        | 16     |
| 5.   | Niemcy          | 12     |
| 6.   | Grecja          | 10     |
| 6.   | Azerbejdżan     | 10     |
| 6.   | Finlandia       | 10     |
| 7.   | Litwa           | 9      |
| 8.   | Portugalia      | 8      |
| 9.   | Hiszpania       | 6      |
| 10.  | Szwajcaria      | 4      |